# Teenage Mutant Ninja Turtles: Turtles in Time Re-Shelled
Teenage Mutant Ninja Turtles: Turtles in Time Re-Shelled est un remake du jeu d'arcade de 1991, Teenage Mutant Ninja Turtles: Turtles in Time, qui est lui-même une suite du jeu d'arcade original Teenage Mutant Ninja Turtles. Les deux jeux d'arcade originaux ont été produits par Konami. Il s'agit d'un beat'em up à défilement latéral, principalement basé sur la série animée de 1987, Tortues Ninja : Les Chevaliers d'écaille et le deuxième film.
Il a été développé par Ubisoft Singapour et édité par Ubisoft pour PlayStation 3 et Xbox 360. Il est sorti dans le monde entier le 5 août 2009 sur Xbox Live Arcade et le 10 septembre 2009 sur le PlayStation Network. Le jeu a ensuite été retiré du Xbox Live et du PlayStation Store en juin 2011, en raison d'une licence expirée.
Le jeu a été un succès commercial, vendant plus de 444 000 unités sur le Xbox Live Arcade. C'était également le titre le plus téléchargé sur le PlayStation Network nord-américain le mois de sa sortie. Malgré des ventes élevées, l'accueil critique a été globalement médiocre. La version PlayStation 3 détient un score de 56,50 % sur GameRankings, tandis que la version Xbox 360 détient un score de 61,79 %. Les critiques ont généralement fait l'éloge des visuels améliorés et de l'ajout du jeu en ligne, mais ont critiqué la faible valeur de rejouabilité et l'incapacité de rejoindre une partie déjà en cours.

## Développement et commercialisation
Turtles in Time Re-Shelled a été dévoilé pour la première fois en avril 2009 lors de l'événement Galabunga à New York. Initialement prévu pour une sortie sur Xbox 360 le 22 juillet 2009, il a d'abord été publié en exclusivité temporaire pour la Xbox 360 le 5 août 2009. Le prix de Re-Shelled a été abaissé avant la sortie du jeu. Interrogé sur la raison de la baisse de prix, un représentant d'Ubisoft a répondu qu'il "[voulait] offrir quelque chose aux fans fans de TMNT en l'honneur du 25e anniversaire". Il est sorti sur PlayStation 3 le 10 septembre 2009.  Le jeu a ensuite été retiré du Xbox Live et du PlayStation Store en juin 2011, en raison d'une licence expirée,.